# Condado de Judith Basin
El condado de Judith Basin (en inglés: Judith Basin County) es uno de los 56 condados del estado estadounidense de Montana. En el año 2000 tenía una población de 2.329 habitantes con una densidad poblacional de 0,5 personas por km². La sede del condado es Stanford.

## Geografía
Según la Oficina del Censo, el condado tiene un área total de 4846 km² (1871,0 mi²), de la cual 4843 km² (1869,9 mi²) es tierra y 3 km² (1,2 mi²) (0.05%) es agua.

### Condados adyacentes
- Condado de Chouteau - norte
- Condado de Fergus - este
- Condado de Wheatland - sur
- Condado de Meagher - sur
- Condado de Cascade - oeste

## Demografía
En el 2000 la renta per cápita promedia del condado era de $29,241, y el ingreso promedio para una familia era de $34,243. En 2000 los hombres tenían un ingreso per cápita de $21,789 versus $14,615 para las mujeres. El ingreso per cápita para el condado era de $14,291. Alrededor del 21.10% de la población estaba bajo el umbral de pobreza nacional.

## Comunidades

### Ciudad
- Hobson

### Pueblo
- Stanford

### Comunidades no incorporadas
- Buffalo
- Geyser
- Raynesford
- Utica
- Windham